# Tricheilostoma
Tricheilostoma is een geslacht van slangen uit de familie draadwormslangen (Leptotyphlopidae) en de onderfamilie Epictinae.

## Naam en indeling
De wetenschappelijke naam van de groep werd voor het eerst voorgesteld door Giorgio Jan in 1860. Er zijn zes soorten, inclusief de pas in 2019 beschreven soort Tricheilostoma kongoensis. De slangen werden eerder aan andere geslachten toegekend, zoals Stenostoma, Glauconia en Leptotyphlops.
De geslachtsnaam Tricheilostoma betekent vrij vertaald 'drie schilden' en slaat op het aantal supralabiale schubben.

## Verspreiding en habitat
De slangen komen voor in delen van Afrika en leven in de landen Togo, Benin, Tsjaad, Ghana, Nigeria, Congo-Kinshasa, Centraal-Afrikaanse Republiek, Burkina Faso, Soedan, Niger, Ivoorkust, Mali, Guinee, Kameroen, mogelijk in Congo-Brazzaville. De habitat bestaat uit vochtige tropische en subtropische laaglandbossen en zowel droge als vochtige savannen.

## Beschermingsstatus
Door de internationale natuurbeschermingsorganisatie IUCN is aan vijf soorten een beschermingsstatus toegewezen. Twee soorten worden beschouwd als 'veilig' (Least Concern of LC) en drie soorten als 'onzeker' (Data Deficient of DD).

## Soorten
Het geslacht omvat de volgende soorten, met de auteur en het verspreidingsgebied.
| Naam                      | Auteur                 | Verspreidingsgebied                                                                                     | Beschermingsstatus |
| ------------------------- | ---------------------- | --- | ------------------ |
| Tricheilostoma bicolor    | Jan, 1860              | Togo, Benin, Tsjaad, Ghana, Nigeria, Burkina Faso, Niger, Ivoorkust, Mali, Guinee, mogelijk in Kameroen |                    |
| Tricheilostoma broadleyi  | Wallach & Hahn, 1997   | Ivoorkust                                                                                               |                    |
| Tricheilostoma dissimilis | Bocage, 1886           | Soedan                                                                                                  |                    |
| Tricheilostoma greenwelli | Wallach & Boundy, 2005 | Nigeria                                                                                                 |                    |
| Tricheilostoma kongoensis | Trape, 2019            | Congo-Kinshasa                                                                                          |                    |
| Tricheilostoma sundewalli | Jan, 1862              | Ghana, Togo, Centraal-Afrikaanse Republiek, Kameroen, Nigeria, mogelijk in Congo-Brazzaville            |                    |